# Zapovednik Chinganski
Zapovednik Chinganski (Russisch: Хинганский государственный природный заповедник) is een strikt natuurreservaat gelegen in het zuidoosten van Oblast Amoer in het Russische Verre Oosten. De oprichting tot zapovednik vond plaats op 3 oktober 1963 per decreet (№ 4297/1982) van de Raad van Ministers van de Russische SFSR. Zapovednik Chinganski heeft een oppervlakte van 970,73 km², verdeeld over twee clusters. Ook werd er een bufferzone van 270 km² ingesteld. Het doel van oprichting was om de biologische diversiteit en de natuurlijke staat van beschermde gebied te behouden.

## Kenmerken
Zapovednik Chinganski omvat de uitlopers van het Kleine Hinggangebergte en gaat geleidelijk over in het Hinggan-Archaralaagland. Twee derde van het reservaat bestaat uit riviervlakten, die gevormd worden door meerdere linkerzijrivieren van de Amoer. Deze vlakten zijn grotendeels boomloos en bestaan uit zeggenmoerassen, rietlanden, natte graslanden en berkenopslag. De uitlopers van de Kleine Hinggan zijn grotendeels bebost en bestaan uit loof- en gemengde bossen. Belangrijke bosvormende soorten zijn hier de Mongoolse eik (Quercus mongolica), Mantsjoerijse es (Fraxinus mandshurica), amoerlinde (Tilia amurensis), jezospar (Picea jezoensis), Siberische spar (Picea obovata), Koreaanse den (Pinus koraiensis) en Oost-Siberische zilverspar (Abies nephrolepis).

## Dierenwereld
In Zapovednik Chinganski broeden zeldzame en bedreigde vogelsoorten als zwartsnavelooievaar (Ciconia boyciana), bastaardarend (Clanga clanga), witnekkraanvogel (Grus vipio), Chinese kraanvogel (Grus japonensis), wilgengors (Emberiza aureola) en enkele koppels van de Siberische wulp (Numenius madagascariensis). Algemenere soorten zijn bijvoorbeeld de bruine klauwier (Lanius cristatus), zwartbrauwrietzanger (Acrocephalus bistrigiceps), roodkeelnachtegaal (Calliope calliope), diksnavelrietzanger (Iduna aedon) en maskergors (Emberiza spodocephala). Birdlife International heeft het Hinggan-Archaralaagland, inclusief Zapovednik Chinganski, aangemerkt als Important Bird Area (IBA). Dit houdt in dat het gebied van internationaal belang is voor bedreigde vogels als broed-, pleister- en/of overwinteringsgebied. Zoogdieren die hier relatief veel voorkomen zijn het Siberisch ree (Capreolus pygargus), oessoerihert (Cervus canadensis xanthopygus) en wild zwijn (Sus scrofa). Andere zoogdieren die er leven zijn onder meer de bruine beer (Ursus arctos), kraagbeer (Ursus thibetanus), sabelmarter (Martes zibellina), wolf (Canis lupus) en eland (Alces alces).

## Toegankelijkheid
Voor toeristen is er een ecologische route uitgezet in de buurt van het Klesjinskojemeer. Deze heet Ozero Belych Ptits (Nederlands: Witte Vogelmeer; Russisch: Озеро Белых птиц). De wandelroute is geopend tussen 15 mei en 15 september en heeft een lengte van 500 meter.